# Туризм в Швеции

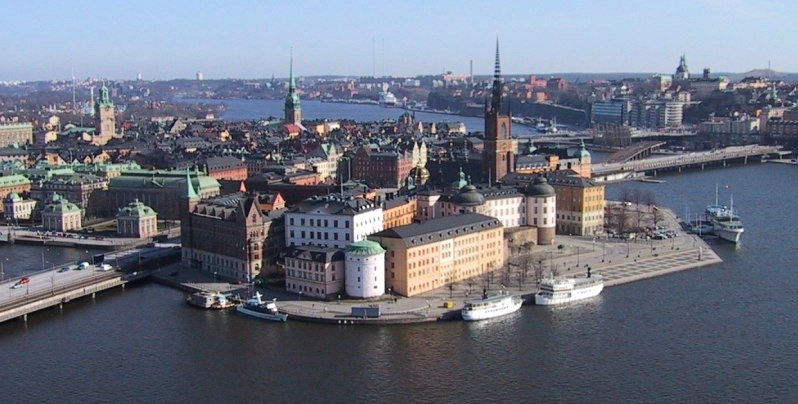
Гамла стан (Старый город) в центре Стокгольма

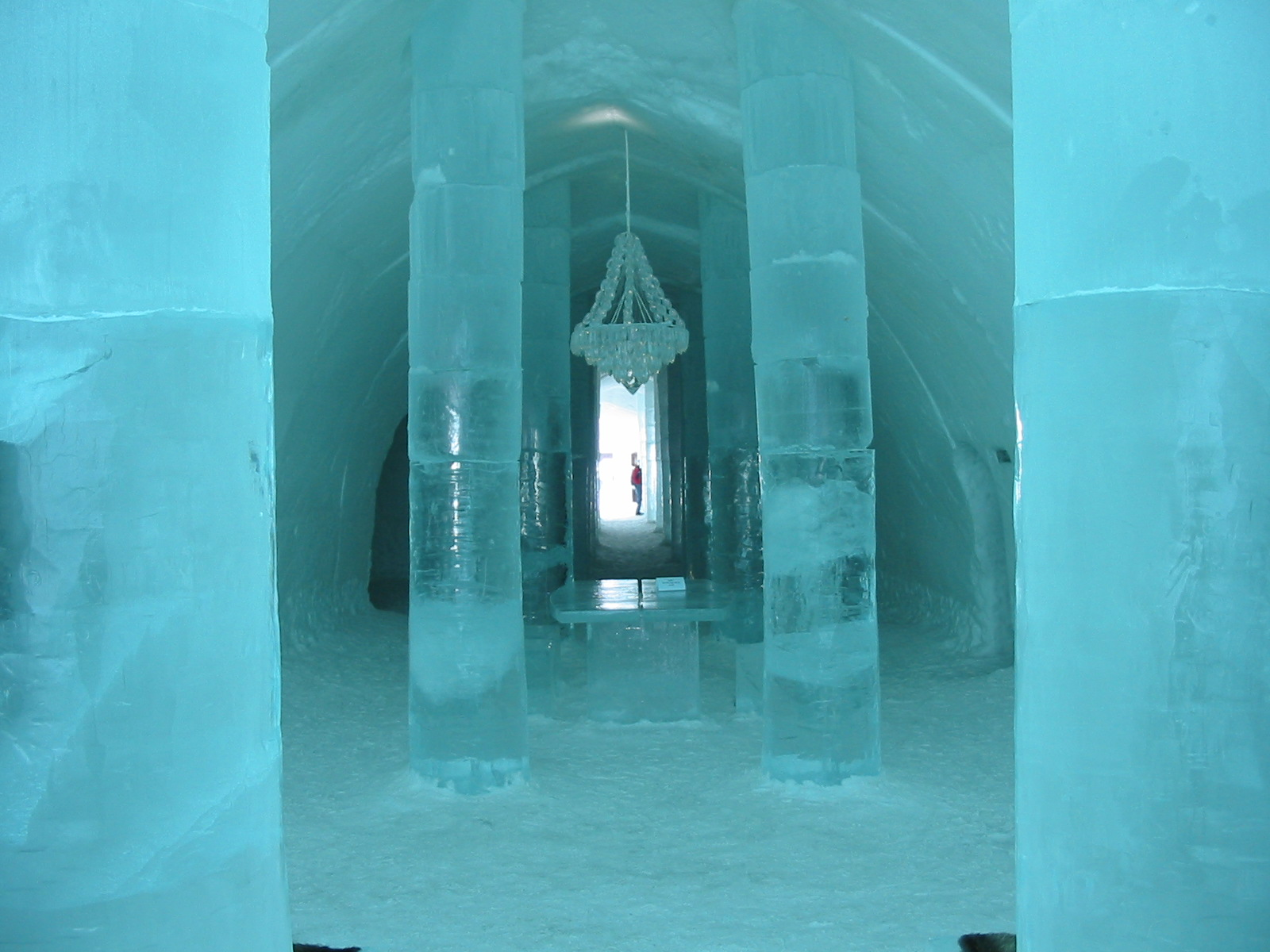
Отель изо льда в Юккасъярви

Туризм в Швеции составляет относительно небольшую часть шведской экономики (в 2011 году — на уровне 9,8 % от ВВП страны, 264 миллиарда шведских крон, 98,8 млрд из которых составили расходы иностранных туристов в Швеции). 7,1 % дохода средней шведской семьи тратится на внутренний туризм.
Швецию в основном посещают туристы из соседних стран — Дании, Норвегии и Финляндии, из других стран наибольший приток туристов дают Германия и Великобритания. Главные достопримечательности Швеции включают музей Ваза, Миллесгорден и многочисленные объекты Всемирного наследия ЮНЕСКО. Многие туристы посещают Швецию летом, в это время большой популярностью пользуются Сконе и южное побережье Швеции с его песчаными пляжами.
Особой популярностью среди немецких туристов пользуется маршрут на поезде с юга на север Швеции, включающий осмотр исторических, природных и культурных достопримечательностей.
По данным справочника Всемирная книга фактов ЦРУ, Швеция была 21-й по посещаемости страной мира в 2006 году.

## Транспорт в Швеции
В стране 11 663 км железнодорожных путей, почти полностью стандартной ширины колеи, по железной дороге можно попасть в Данию (через Эресуннский мост), Финляндию и Норвегию.
По состоянию на 2009 год в Швеции было 572 900 км автодорог. Автомагистрали соединяют Стокгольм и Гётеборг, Уппсалу и Уддеваллу. Швеция имеет выход в Балтийское море, а через пролив Скагеррак и в Северное море, функционируют морские порты. Протяжённость внутренних водных путей более 2 тыс. км, в том числе Гёта-канала — 390 км.
Во всех крупных городах имеются аэропорты, крупнейший — Стокгольм-Арланда.

## Всемирное наследие
В числе объектов Всемирного наследия в Швеции — дворец Дроттнингхольм и кладбище Скугсчюркогорден в Стокгольме, церковный посёлок Гаммельстад близ города Лулео, город Висбю на острове Готланд, и другие.